# آبل ۳۴۴۹
سیارک ۳۴۴۹ (به انگلیسی: 3449 Abell، نامگذاری:1978VR9) سه هزار و چهارصد و چهل و نهمین سیارک کشف شده‌است که در ۷ نوامبر ۱۹۷۸ کشف شد.
قدر مطلق سیارک برابر ۱۲٫۴۰ است.